# Liste in Moldawien vorhandener Dampflokomotiven
Dies ist eine Liste erhaltener Dampflokomotiven auf dem Gebiet von Moldawien.
Aufgrund der langen Zugehörigkeit des Landes zu Russland bzw. der Sowjetunion war die Mehrzahl der Bahnstrecken Moldawiens in russischer Breitspur errichtet worden. Für den Übergangsverkehr zu Rumänien gab es aber auch kurze normalspurige Abschnitte.

## Breitspurlokomotiven 1524 mm
| Bild | Nummer oder Name | Bauart / Achsfolge | Hersteller              | Fabrik-nr. | Baujahr | Historie         | Eigentümer / Betreiber / Strecke | Standort              | Bemerkungen       |
| ---- | ---------------- | ------------------ | ----------------------- | ---------- | ------- | ---------------- | -------------------------------- | --------------------- | ----------------- |
|      | SŽD Eu 678-61    | E                  |                         | ?³         | ?       | ex SŽD Eu 678-61 |                                  | Bălți                 | Denkmallokomotive |
|      | SŽD Er 579-66    | E                  | MÁVAG                   | ?          | 1951    | ex SŽD Er 579-66 |                                  | Ungheni               | Denkmallokomotive |
|      | SŽD Er 785-63    | E                  | Cegielski               |            | 1954    | ex SŽD Er 785-63 |                                  | Chișinău              | Denkmallokomotive |
|      | SŽD Er 799-34    | E                  | MÁVAG                   | 7130       | 1954    | ex SŽD Er 799-34 |                                  | Basarabeasca          | Denkmallokomotive |
|      | SŽD Су 206-77    | 1’C1’              | Lokomotivfabrik Kolomna | 8260       | 1941    | ex SŽD Су 218-08 |                                  | Bender, Transnistrien | Denkmallokomotive |

## Normalspurlokomotiven
| Bild | Nummer oder Name | Bauart / Achsfolge | Hersteller | Fabrik-nr. | Baujahr | Historie       | Eigentümer / Betreiber / Strecke | Standort | Bemerkungen |
| ---- | ---------------- | ------------------ | ---------- | ---------- | ------- | -------------- | -------------------------------- | -------- | ----------- |
|      | SŽD ТЭ 7176"     | 1’E h2             | WLF        | 16629      | 1943    | ex DRB         |                                  | Ungheni  | [ 7 ]       |
|      | SŽD ТЭ 7345      | 1’E h2             | WLF        | 16798      | 1943    | ex DRB 52 7345 |                                  | Ungheni  | [ 8 ]       |
|      | SŽD ТЭ 7395      | 1’E h2             | WLF        | 16848      | 1943    | ex DRB 52 7395 |                                  | Ungheni  | [ 9 ]       |

## Schmalspurlokomotiven 750 mm
| Bild | Nummer oder Name | Bauart / Achsfolge | Hersteller | Fabrik-nr. | Baujahr | Historie      | Eigentümer / Betreiber / Strecke | Standort | Bemerkungen       |
| ---- | ---------------- | ------------------ | ---------- | ---------- | ------- | ------------- | -------------------------------- | -------- | ----------------- |
|      | Gr 255           |                    | LKM        | 15352      | 1950    | ex SŽD ГР 255 |                                  | Bălți    | Denkmallokomotive |